# Taisto Sinisalo
Taisto Jalo Sinisalo (* 29. Juni 1926 in Kotka; † 26. März 2002 ebenda) war ein finnischer Politiker der Kommunistischen Partei Finnlands (SKP) sowie später der Kommunistischen Partei Finnlands (Einheit) (SKPy).
Taisto Sinisalo war der uneheliche Sohn von Jaada Sinisalo und Karl Lindstedt, die beide in der Arbeiterbewegung aktiv waren. Er wuchs im Stadtteil Katariina in der südfinnischen Hafenstadt Kotka auf.
Sinisalos politische Karriere begann als lokaler Funktionär des Demokratischen Jugendverbandes Finnlands (SDNL). 1950 wurde Sinisalo zum Stadtrat in seiner Heimatstadt Kotka gewählt. Nach einem kurzen Studium in Moskau kehrte Sinisalo 1957 nach Finnland zurück. Bei der Parlamentswahl 1962 wurde er für die Demokratische Union des Finnischen Volkes (SKDL), der auch die SKP angehörte, als Abgeordneter gewählt und behielt sein Mandat dort bis 1979. Innerhalb der SKP war er der Führer des orthodoxen sowjetfreundlichen Parteiflügels. Die Angehörigen dieses Parteiflügels wurden nach Taisto Sinsalo als „Taistoaner“ oder „Sinisaloisten“ bezeichnet, die entsprechende in den 1970er und 1980er unter Studenten einflussreiche Bewegung wurde als Taistoismus bekannt. Der Parteiflügel stellte sich 1966 als Minderheit gegen die Regierungsbeteiligung der SKDL, was wie die Wahl des Eurokommunisten Aarne Saarinen zum Parteivorsitzenden zu einem heftigen Parteistreit führte. Sinisalo wurde schließlich von 1970 bis 1982 Vizevorsitzender der SKP während Saarinen den Parteivorsitz innehatte. Nach der Spaltung der SKP Mitte der 1980er Jahre trat Sinisalo der neugegründeten SKPy bei, deren erster Vorsitzender er von 1986 bis 1988 war. Der Einfluss der SKPy im politischen Finnland blieb allerdings gering.
Sinisalo heiratete 1948 Saara Annikki Turkia und hatte mit ihr drei Kinder: Vesa Sakari (* 1950), Tapio Kalervo (* 1953) und Pirkko Liisa (* 1954). Er starb nach längerer Krankheit am 26. März 2002 75-jährig in seiner Geburtsstadt Kotka.